# Chamedora wytworna

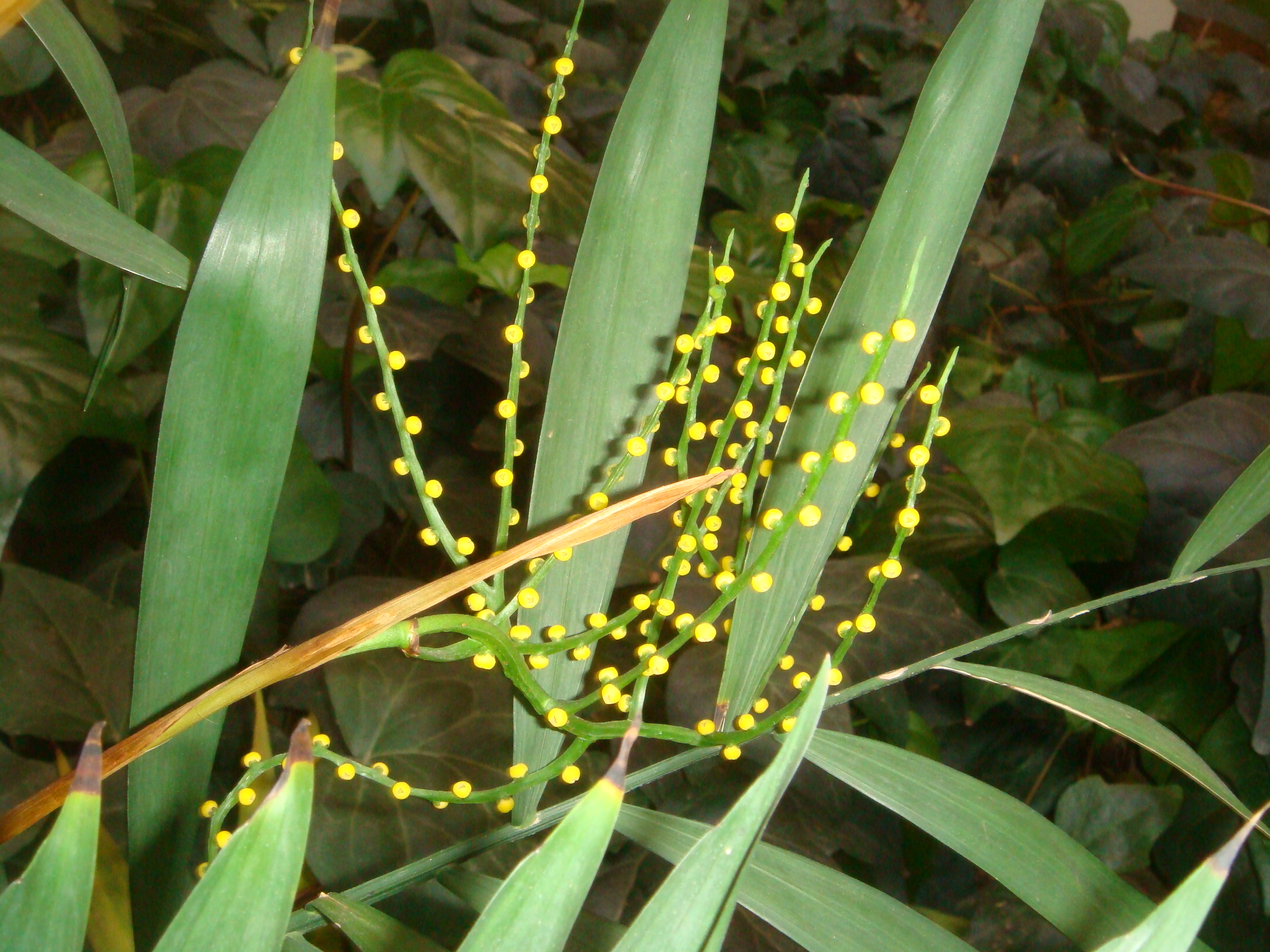
Owoce

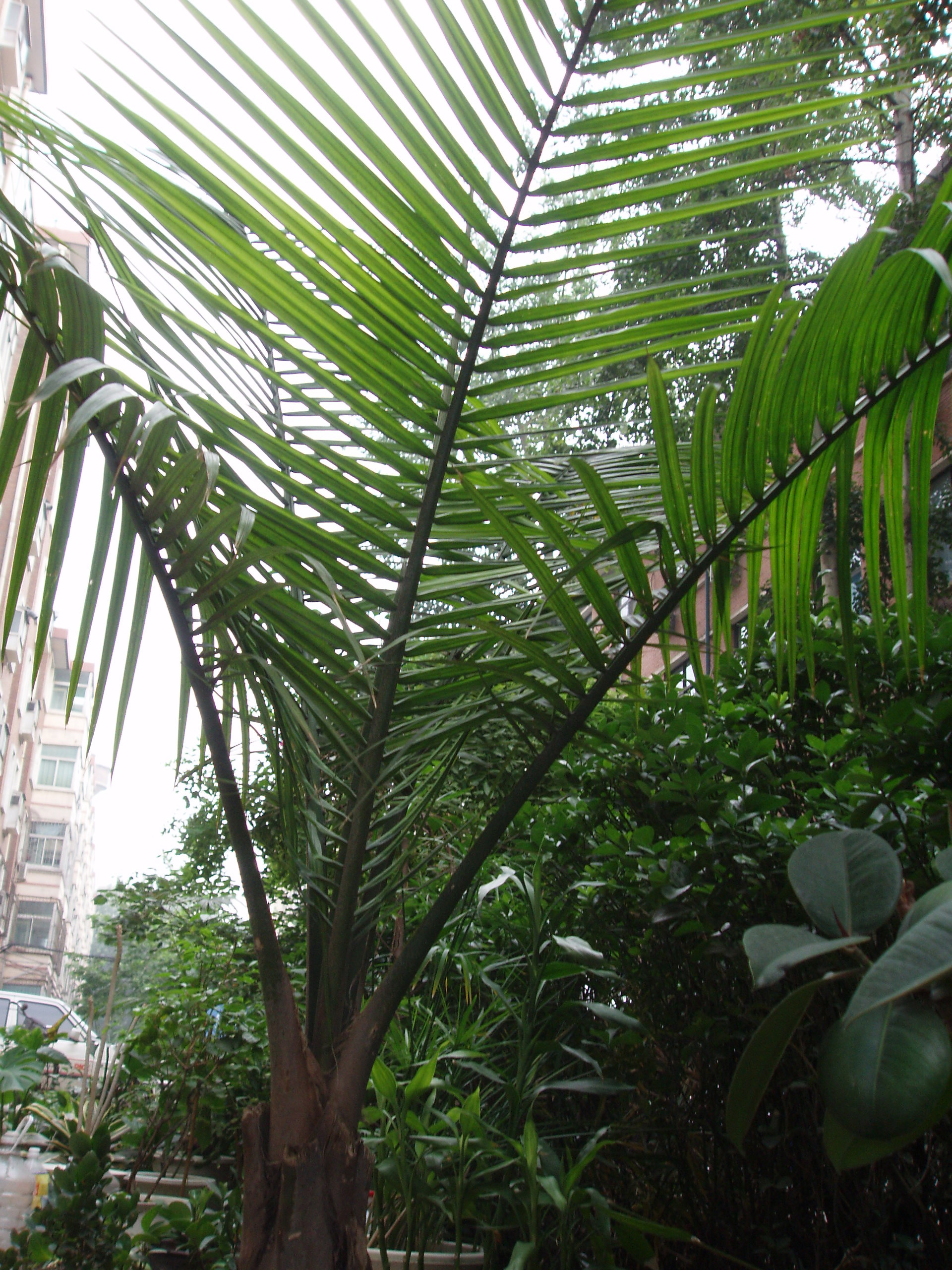
Roślina uprawiana w tropikalnych warunkach

Chamedora wytworna  (Chamaedorea elegans) – gatunek roślin należący do rodziny arekowatych (palm). Pochodzi z obszarów środkowego Meksyku i Gwatemali, do Europy został sprowadzony w 1873. Jest uprawiany jako roślina ozdobna, w Polsce jako roślina pokojowa. Polska nazwa jest spolszczeniem (Chamaedorea = chamedora) i przetłumaczeniem nazwy łacińskiej (elegans = wytworna).

## Morfologia
PokrójJest to palma osiągająca w swoim naturalnym środowisku wysokość do 3 metrów. Uprawiana w mieszkaniu osiąga w warunkach klimatycznych Polski wysokość do około 1,2 m.
LiścieDelikatne, parzysto–pierzaste, duże. Dwa ostatnie, szczytowe listki są nasadami zrośnięte ze sobą. W uprawie domowej długość liści wynosi 30–60 cm.
KwiatyRozdzielnopłciowe, delikatne, zebrane w pierzasty i lekko zwieszający się kwiatostan.
OwocNieduże, jagodokształtne.

## Biologia
Roślina jest długowieczna, może rosnąć w mieszkaniu co najmniej 5–6 lat. Rośnie powoli, rocznie przyrastają jej tylko 2-3 liście. Zakwitają już młode okazy, w różnych porach roku. W swoim naturalnym środowisku roślina rośnie w cieniu, pod bardzo wysokimi drzewami. Nadaje się do uprawy hydroponicznej.

## Uprawa
- Wymagania. Roślina jest łatwa w uprawie. Znosi cień, więc w pokoju może stać w miejscu ciemniejszym, z dala od okna. Może jednakże rosnąć także w miejscu dobrze oświetlonym (rośnie wówczas szybciej), byle nie było to bezpośrednie światło słoneczne. Ziemia powinna być próchniczna z dużą ilością torfu i stale wilgotna. Brązowienie końców liści zazwyczaj jest skutkiem zbyt nadmiernego przeschnięcia gleby. Nie lubi wysokich temperatur; w lecie najlepsza jest temperatura 16–18 °C,zimą temperatura nie może być niższa niż 13 °C. Zbyt wysoka temperatura powoduje kurczenie się, podsychanie i opadanie liści. Dobrze znosi zanieczyszczenia powietrza, nawet spaliny z urządzeń gazowych.
- Sposób uprawy. Latem podlewa się roślinę 2–3 razy w tygodniu, zimą raz na tydzień. Roślinę należy zraszać wodą, szczególnie w zimie, gdy powietrze jest suche przy centralnym ogrzewaniu. Kurz z liści ściera się mokrą szmatką. Nie należy liści nabłyszczać. Co roku na wiosnę przesadza się roślinę do nieco większej doniczki.
- Rozmnażanie. Przez nasiona, jednak jest trudne. Nasiona do kiełkowania wymagają wysokiej temperatury (27 °C) i stałej wilgotności. Warunki takie najłatwiej otrzymać w szklarni, z tego też względu zazwyczaj kupuje się gotowe rośliny wyhodowane przez specjalistów.